# Resolutie 1430 Veiligheidsraad Verenigde Naties
Resolutie 1430 van de Veiligheidsraad van de Verenigde Naties werd unaniem door de VN-Veiligheidsraad aangenomen op 14 augustus 2002. De resolutie paste het mandaat van de UNMEE-waarnemingsmissie aan om de grenscommissie die de grens tussen Eritrea en Ethiopië vastlegde te ondersteunen.

## Achtergrond
Na de Tweede Wereldoorlog werd Eritrea bij Ethiopië gevoegd als een federatie. In 1962 maakte keizer Haile Selassie er een provincie van, waarop de Eritrese Onafhankelijkheidsoorlog begon. In 1991 bereikte Eritrea na een volksraadpleging die onafhankelijkheid. Er bleef echter onenigheid over een aantal grensplaatsen. In 1998 leidde een grensincident tot een oorlog waarbij tienduizenden omkwamen. Pas in 2000 werd een akkoord bereikt en een 25 kilometer brede veiligheidszone ingesteld die door de UNMEE-vredesmacht werd bewaakt. Een gezamenlijke grenscommissie wees onder meer de stad Badme toe aan Eritrea, maar jaren later werd het gebied nog steeds door Ethiopië bezet.

## Inhoud

### Waarnemingen
Op 13 april had de grenscommissie een beslissing genomen over de definitieve grens tussen Ethiopië en Eritrea. Beiden hadden die beslissing aanvaard, in overeenstemming met het vredesakkoord uit 2000.

### Handelingen
Men besloot het mandaat van de UNMEE-waarnemingsmissie aan te passen om de grenscommissie bij te staan bij de uitvoering van haar beslissing door onder meer:
a. Te ontmijnen op voor de grensafbakening belangrijke plaatsen,
b. De kantoren van de commissie administratief en logistiek te ondersteunen.
De partijen werden aangezet mee te werken door onder meer kaarten te verschaffen voor het ontmijningsproces en de orders van de grenscommissie uit te voeren.
Intussen was nog steeds geen directe vliegroute geopend tussen Asmara en Addis Abeba, wat van belang was voor de grensafbakening. De partijen werden ook opgeroepen alle krijgsgevangenen onverwijld vrij te laten en verder te verzoenen.

## Verwante resoluties
- Resolutie 1369 Veiligheidsraad Verenigde Naties (2001)
- Resolutie 1398 Veiligheidsraad Verenigde Naties
- Resolutie 1434 Veiligheidsraad Verenigde Naties
- Resolutie 1466 Veiligheidsraad Verenigde Naties (2003)

Lijst ·  1387 ·  1388 ·  1389 ·  1390 ·  1391 ·  1392 ·  1393 ·  1394 ·  1395 ·  1396 ·  1397 ·  1398 ·  1399 ·  1400 ·  1401 ·  1402 ·  1403 ·  1404 ·  1405 ·  1406 ·  1407 ·  1408 ·  1409 ·  1410 ·  1411 ·  1412 ·  1413 ·  1414 ·  1415 ·  1416 ·  1417 ·  1418 ·  1419 ·  1420 ·  1421 ·  1422 ·  1423 ·  1424 ·  1425 ·  1426 ·  1427 ·  1428 ·  1429 ·  1430 ·  1431 ·  1432 ·  1433 ·  1434 ·  1435 ·  1436 ·  1437 ·  1438 ·  1439 ·  1440 ·  1441 ·  1442 ·  1443 ·  1444 ·  1445 ·  1446 ·  1447 ·  1448 ·  1449 ·  1450 ·  1451 ·  1452 ·  1453 ·  1454